# Дубровенское гетто
Гетто в Дубро́вно — (октябрь 1941 — 6 декабря 1941) — еврейское гетто, место принудительного переселения евреев города Дубровно Витебской области и близлежащих населённых пунктов в процессе преследования и уничтожения евреев во время оккупации территории Белоруссии войсками нацистской Германии в период Второй мировой войны.
По переписи населения 1939 года в Дубровно проживало 2119 евреев — 21,37 % жителей города.

## Оккупация Дубровно
Дубровно было захвачено подразделениями вермахта 16 июля 1941 года, и оккупация продолжалась почти 3 года — до 26 июня 1944 года.
Сразу после оккупации нацисты ввели для евреев дискриминационные меры, запретив им после 18.00 появляться на улице, покидать посёлок без особого разрешения, снимать повязки с шестиконечной звездой.
После тотальной регистрации населения всех трудоспособных евреев оккупанты использовали на физически тяжёлых работах, а детей заставляли чистить казармы и туалеты. Нацисты и коллаборационисты безнаказанно издевались над евреями, часто избивая их.

## Создание гетто
Реализуя нацистскую программу уничтожения евреев, немцы создавали гетто почти во всех городах и населённых пунктах Беларуси, где проживало еврейское население. Так и в Дубровно в октябре 1941 года оккупанты согнали около 2000 евреев в несколько двухэтажных домов на улице Левобереговой, заставив их разместиться в невыносимой тесноте: «…еврейское население города Дубровно было согнано в лагерь „жилкоп“, где применялись бесчеловечные методы притеснения».

## Уничтожение гетто
Гетто было уничтожено 6 декабря 1941 года. Около льнозавода, рядом с еврейским кладбищем, в песчаном карьере, там, где сейчас улица Витебская, были расстреляны из пулемётов более 1500 евреев (за двором фабрики «Днепровская мануфактура»). Некоторых евреев, облив горючим, сожгли заживо. Детей убили последними — ломая им позвоночник о колено. Оставленных в живых ремесленников с семьями убили в феврале 1942 года.
А. Нирманн перед расстрелом накинулся на одного из карателей и затащил его с собой в яму.
Учитывая, что «кроме массовых расстрелов ещё группами и поодиночке было расстреляно 185 человек», общее число убитых евреев в Дубровно, по данным «Справочника о местах принудительного содержания гражданского населения на оккупированной территории Беларуси 1941—1944» составило 1985 человек. Согласно «Энциклопедии Холокоста на территории СССР», в Дубровно погибли около 3000 евреев — жителей самого Дубровно и окружающих деревень.
В 1944 году, перед отступлением, немцы, пытаясь скрыть следы своих преступлений, заставляли советских военнопленных выкапывать тела убитых евреев и сжигать их, расстреляв после этого и самих военнопленных.

## Случаи спасения и «Праведники народов мира»
Достоверно известно про удачный побег Дрибинского, братьев Дымшиц и Лапатухина.
В Дубровно 2 человека — Реутович Степан и Ефимия — были удостоены почётного звания «Праведник народов мира» от израильского мемориального института «Яд Вашем» «в знак глубочайшей признательности за помощь, оказанную еврейскому народу в годы Второй мировой войны» — за спасение Гуменник (Каплан) Иды.

## Память
Обелиск в память узникам Дубровенского гетто установлен в городе рядом со льнозаводом. В июле 2020 года старый памятник был заменен на новый.
Опубликованы неполные списки убитых в Дубровно евреев.